# Алавантићева афера
Алавантићева афера је био покушај војног пуча против режима Александра Обреновића. Организовале су га присталице династије Карађорђевић. Име је добила по службенику шабачког среског начелништва и агенту принца Петра, Радомиру Милинковићу Алавантићу.

## Припрема и покушај пуча
У ноћи између 20. и 21. фебруара 1902. он је, преобучен у генералску униформу, са још четворицом присталица дошао у Шабац и покушао да заузме Окружно начелништво. Покушај је осујећен, а Алавантић је погинуо у сукобу са жандарима.
Идеја о војном пучу кренула је вероватно од принчевог представника у Бечу, Јаше Ненадовића и руског обавештајног центра у Букурешту, са пуковником Грабовим на челу. Они се нису надали успеху Алавантићевог упада, али су рачунали са утиском који је он морао изазвати. Карађорђевићевци и руска тајна полиција сматрали су да је, после лажне трудноће краљице Драге, династичко питање у Србији отворено и да краља Александра на власти одржавају још само радикали који су се после Априлског устава окупили око њега.

## Последице афере
Алавантићева афера је имала циљ да пробуди неповерење и посеје заваду између радикала и краља Александра. На судском процесу поводом афере осуђени су само они који су непосредно учествовали у самом препаду, док представници опозиције нису позвани на одговорност. Иако неозбиљно припремљен и изведен, покушај војног преврата узнемирио је краља Александра и задао нови удар режиму и његовој борби са опозицијом.